# Dear Jessie
Dear Jessie este al cincilea single (și ultimul pentru Europa) al Madonnei de pe albumul Like a Prayer, fiind lansat pe 10 decembrie 1989 de Sire Records. A fost promovat numai în unele țari din Europa (inclusiv Marea Britanie) și Australia.